# Gudermannfunctie

Gudermannfunctie met asymptoten

Inverse Gudermmannfunctie

De Gudermannfunctie, genoemd naar Christoph Gudermann (1798 - 1852), legt een verband tussen de goniometrische functies en de hyperbolische functies zonder expliciet gebruik te maken van complexe getallen.
De Gudermannfunctie wordt gedefinieerd als:
{\displaystyle \mathrm {gd} (x)=\int _{0}^{x}{\frac {\mathrm {d} p}{\cosh(p)}}}
en wordt gebruikt om de grafiek van een loxodroom op een kaart, die met de mercatorprojectie is gemaakt, te tekenen.

## Eigenschappen
Gelijkwaardige definities zijn:
{\displaystyle {\begin{aligned}{\mathrm {gd} }(x)&=\arcsin(\tanh(x))=\arccos(\mathrm {sech} (x))\\&=\arctan(\sinh(x))=\mathrm {arcsec} (\cosh(x))\\&=\mathrm {arccot} (\mathrm {csch} (x))=\mathrm {arccsc} (\coth(x))\\&=2\arctan(\tanh({\tfrac {1}{2}}x))=2\arctan(e^{x})-{\tfrac {1}{2}}\pi \end{aligned}}}
De Gudermannfunctie voldoet aan de volgende gelijkheden:
{\displaystyle {\begin{aligned}\sin(\mathrm {gd} (x))&=\tanh(x)\quad {\text{en}}\quad \cos(\mathrm {gd} (x))=\mathrm {sech} (x)\\\tan(\mathrm {gd} (x))&=\sinh(x)\quad {\text{en}}\quad \sec(\mathrm {gd} (x))=\cosh(x)\\\cot(\mathrm {gd} (x))&=\mathrm {csch} (x)\quad {\text{en}}\quad \csc(\mathrm {gd} (x))=\coth(x)\\\tan({\tfrac {1}{2}}\mathrm {gd} (x))&=\tanh({\tfrac {1}{2}}x)\end{aligned}}}

## Inverse
De inverse Gudermannfunctie wordt gegeven door:
{\displaystyle {\begin{aligned}\mathrm {arcgd} (x)&={\mathrm {gd} }^{-1}(x)=\int _{0}^{x}{\frac {\mathrm {d} p}{\cos(p)}}\\&=\mathrm {arcosh} (\sec(x))=\mathrm {arctanh} (\sin(x))\\&=\ln(\sec(x)(1+\sin(x)))\\&=\ln(\tan(x)+\sec(x))=\ln \tan({\tfrac {1}{4}}\pi +{\tfrac {1}{2}}x)\\&={\tfrac {1}{2}}\ln {\frac {1+\sin(x)}{1-\sin(x)}}\end{aligned}}}

## Afgeleide
De afgeleiden van de Gudermannfunctie en de inverse ervan zijn:
{\displaystyle {\frac {\mathrm {d} }{\mathrm {d} x}}\mathrm {gd} (x)={\frac {1}{\mathrm {cosh} (x)}}} en
{\displaystyle {\frac {\mathrm {d} }{\mathrm {d} x}}\mathrm {arcgd} (x)={\frac {1}{\cos(x)}}}